# Flabellopora umbonata
Flabellopora umbonata is een mosdiertjessoort uit de familie van de Conescharellinidae. De wetenschappelijke naam van de soort is, als Bipora mamillata, voor het eerst geldig gepubliceerd in 1881 door Haswell.